# سمندر مرمرین
سمندر مرمرین (نام علمی: Ambystoma opacum) نام یک گونه از زیرراسته سمندرهای پیشرفته است.